# Riparia
Riparia là một chi chim trong họ Hirundinidae.

## Các loài
- Riparia riparia
- Riparia chinensis
- Riparia cincta
- Riparia congica
- Riparia diluta
- Riparia paludicola